# Františkova Ves
Františkova Ves je malá vesnice, část obce Petrovice u Sušice v okrese Klatovy v Plzeňském kraji. Nachází se asi dva kilometry východně od Petrovic u Sušice. Prochází zde silnice II/171. Je zde evidováno 22 adres. V roce 2011 zde trvale žilo 37 obyvatel.
Františkova Ves leží v katastrálním území Petrovice u Sušice o výměře 7,12 km².

## Historie
První písemná zmínka o vesnici pochází z roku 1840.

## Obyvatelstvo
| Rok            | 1869 | 1880 | 1890 | 1900 | 1910 | 1921 | 1930 | 1950 | 1961 | 1970 | 1980 | 1991 | 2001 | 2011 | 2021 |
| -------------- | ---- | ---- | ---- | ---- | ---- | ---- | ---- | ---- | ---- | ---- | ---- | ---- | ---- | ---- | ---- |
| Počet obyvatel | 126  | 130  | 120  | 109  | 108  | 91   | 79   | 39   | 37   | 32   | 33   | 50   | 34   | 37   | 44   |
| Počet domů     | 16   | 14   | 14   | 14   | 14   | 13   | 13   | 11   | 11   | 12   | 13   | 20   | 19   | 18   | 17   |

## Obecní správa
Při sčítání lidu v letech 1850–1920 Františkova Ves byla osadou obce Maršovice v okrese Sušice. V letech 1921–1949 byla osadou obce Dolní Staňkov v okrese Sušice. V letech 1950–1959 byla osadou obce Volšovy v okrese Sušice. Od roku 1960 je částí obce Petrovice u Sušice v okrese Klatovy.